# Obrovac
Obrovac este un oraș în cantonul Zadar, Croația, având o populație de 4.323 de locuitori (2011).

## Demografie
Componența etnică a orașului Obrovac
     Croați (65,72%)
     Sârbi (31,44%)
     Necunoscut (0,49%)
     Neclasificat (1,8%)
Componența confesională a orașului Obrovac
     Catolici (64,7%)
     Ortodocși (31,27%)
     Necunoscută (1,71%)
     Alte religii (2,31%)
Conform recensământului din 2011, orașul Obrovac avea 4.323 de locuitori. Din punct de vedere etnic, majoritatea locuitorilor (65,72%) erau croați, cu o minoritate de sârbi (31,44%). Apartenența etnică nu este cunoscută în cazul a 0,49% din locuitori. Din punct de vedere confesional, majoritatea locuitorilor (64,7%) erau catolici, cu o minoritate de ortodocși (31,27%). Pentru 1,71% din locuitori nu este cunoscută apartenența confesională.